# نشان صلیب سلحشور آلمانی

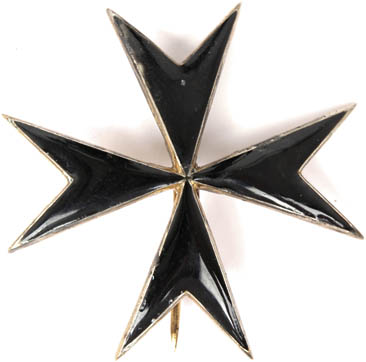
نشان صلیب سلحشور آلمانی یا صلیب رندو

صلیب سلحشور آلمانی (به آلمانی: Deutschritter-Kreuz) جایزه فرای کورپس آلمان بود که بعد از پایان جنگ جهانی اول به وجود آمد. این جایزه در سال ۱۹۱۹ توسط کاپیتان آلفرد فون راندو طراحی شده‌است. از اینرو این نشان با عنوان "صلیب رندو" نیز شناخته می‌شود. این نشان اساساً به اعضای تشکیلات آزاد نیروی دریایی "دواطلب تفکیک شدهٔ راندو" (Freiwilligen Detachement von Randow) اعطا شد که در ژانویه 1919 برای تأمین امنیت در منطقه بالتیک به‌طور داوطلبانه بسیج شده بودند. 

## درجات این نشان
در ابتدا دو درجه از نشان صلیب شوالیه های آلمان به وجود آمد که نخستین این نشان‌ها صلیب سلحشوری آلمان  ( Deutschritter-Kreuz ) به همراه یک نشان سینه ستاره شکل از جنس نقره بود. در ماه مه ۱۹۱۹، دو درجه دیگر از این نشان ایجاد شد: نشان سینه ستاره  طلایی (Bruststern in Gold) و نشان صلیب بزرگ سلحشور آلمانی ( Grosskreuz des Deutschritter-Kreuzes ). پس از آن نشان اولیه صلیب سلحشور آلمانی به دو درجه جداگانه تقسیم شد و مجموعه‌های زیر را به وجود آورد: 
- نشان درجه دو صلیب سلحشور آلمانی – روبان سیاه با گیره
- نشان درجه یک صلیب سلحشور آلمانی  – مدال طلایی
- نشان سینه ای ستاره نقره ای صلیب سلحشور آلمانی – به صورت مدال ستاره ای بر روی جیب کت نظامی نصب می‌شد.
- نشان سینه ای ستاره طلایی صلیب سلحشور آلمانی – به صورت مدال ستاره ای شکل بر روی جیب کت نظامی استفاده می‌شد.
- نشان صلیب بزرگ سلحشور آلمانی – که به صورت نشان گردنی مورد استفاده قرار می‌گرفت.

تمام درجات این مدال می‌توانستند با شمشیر یا بدون آن برای نشان دادن اقدامات مبارزاتی مربوط به فرای کورپس مورد استفاده قرار گیرند. 

## منسوخ شدن
نشان صلیب سلحشور آلمانی بین سال‌های ۱۹۱۹و ۱۹۲۳به‌طور پراکنده و موردی اعطا شد. استفاده از این مدال در سال ۱۹۳۳ توسط حزب نازی منسوخ و غیرقانونی اعلام شد. از آن پس واجدان شرایط دریافت این مدال به دریافت نشان صلیب افتخار جنگ جهانی نایل آمدند. 